# Gustav Kilian
Gustav Kilian, född 3 november 1907 i Luxemburg i Luxemburg, död 19 oktober 2000 i Dortmund, var en tysk tävlingscyklist. Han bildade tillsammans med Heinz Vopel sin tids främsta sexdagarspar.
Kilian började tävlingsåka redan 1922 och blev hösten 1930 professionell. År 1932 slog han sig ihop med Vopel, vilken liksom Kilian är
från Dortmund, och engagerades 1933 till Amerika, där paret fram till säsongen 1939–1940 vann sammanlagt ett trettiotal sexdagarslopp i New York, Chicago, Cleveland, Milwaukee, Pittsburgh och Montréal. Med gager på 50 000 kronor per lopp var Kilian-Vopel det högst betalda sexdagarspar, som dittills funnits.